# Нылога
Нылога — деревня в Вилегодском муниципальном округе Архангельской области.

## География
Находится в юго-восточной части Архангельской области на расстоянии приблизительно 11 км на юго-восток по прямой от административного центра района села Ильинско-Подомское на левобережье реки Виледь.

## История
Отмечалась деревня еще в 1710 году, когда здесь было учтено 2 двора. В 1859 году здесь (деревня Сольвычегодского уезда Вологодской губернии) было учтено 11 дворов. До 2020 года входила в состав Павловского сельского поселения до его упразднения.

## Население
Численность населения: 25 человек (1710 год), 74 (1859), 123 (русские 99 %) в 2002 году, 99 в 2010.